# Павийский университет

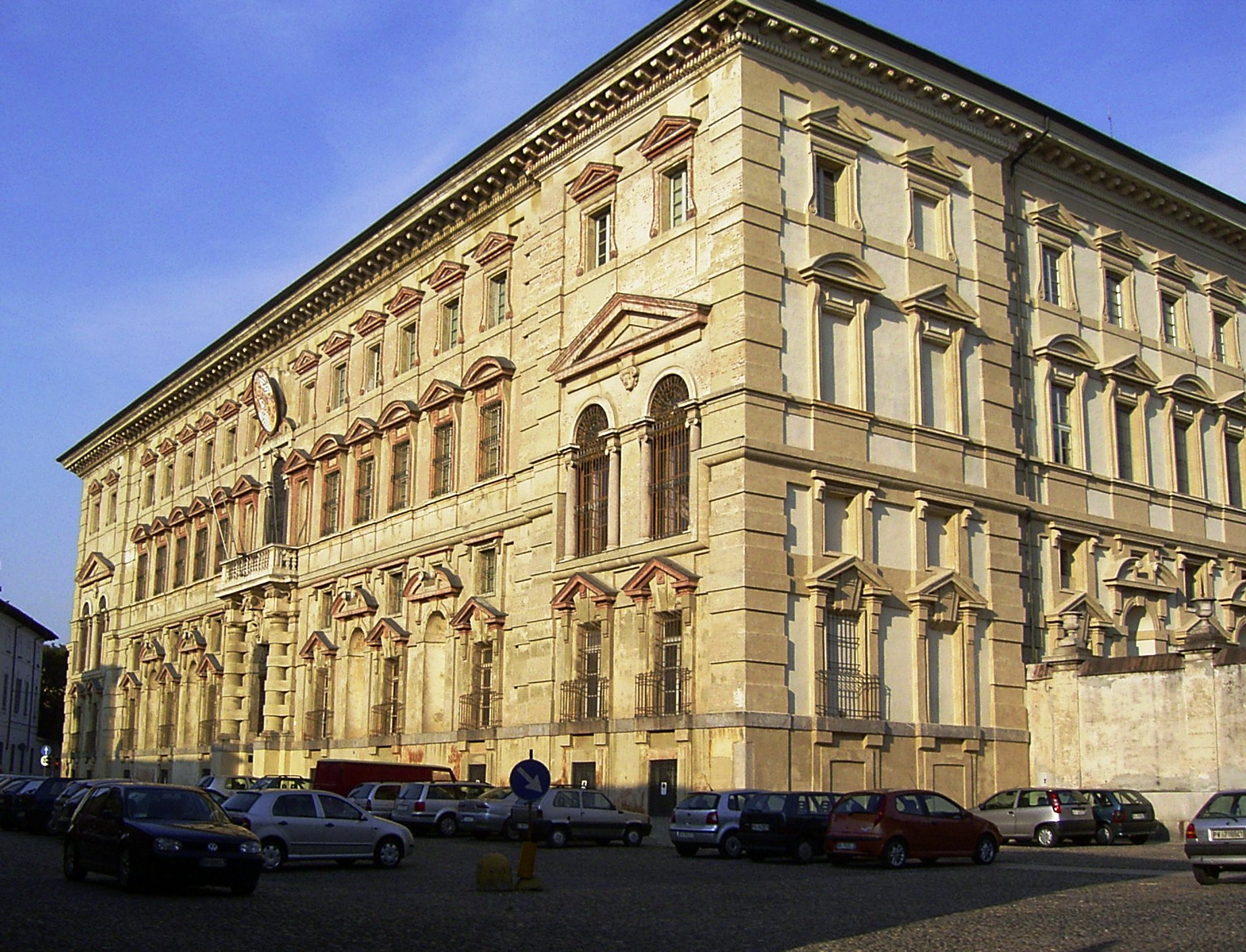
Корпус Колледжо Борромео

Павийский университет (итал. Università degli Studi di Pavia, лат. Alma Ticinensis Universitas) — университет в городе Павия, один из старейших в Италии. Входит в Коимбрскую группу влиятельных европейских университетов. Всего в Павийском университете насчитывается более 1 000 сотрудников и более 22 000 студентов.

## История
Вероятно, образовательные традиции в Павии существовали издавна, поскольку они упоминаются в эдикте короля Италии Лотаря I в 825 году. Официальный статус Павийский университет получил по хартии императора Карла IV в 1361 году, этот год считается основанием университета. Большую роль в становлении университета сыграли миланские герцоги Висконти, в особенности Джан Галеаццо Висконти, поскольку Павийский университет был единственным в их государстве. Университетские корпуса Колледжо Борромео и Колледжо Гизлиери были построены в XVI веке.
Среди преподавателей университета были Руджеро Бонги, драматург Карло Мария Маджи, гуманист Лоренцо Валла, физик Алессандро Вольта, биолог Ладзаро Спалланцани, химик Альфонсо Косса, медики Анджело Скаренцио и Эусебио Эль, нобелевские лауреаты Камилло Гольджи и Джулио Натта; в выпускниках также значатся математик Джироламо Кардано, физик Оттавиано Моссотти и юристы Антонио Буччеллати и Чезаре Беккариа, зоолог Джузеппе Жене.

## Структура
Павийский университет делится на 9 факультетов и 5 колледжо (итал. collegio), которые с 1997 года объединены в Университетский институт высших исследований (Istituto Universitario di Studi Superiori):
- Факультет гуманитарных наук
- Факультет естественно-математических и физических наук
- Факультет инженерного дела
- Факультет медицины
- Факультет музыковедения
- Факультет политических наук
- Факультет права
- Факультет фармацевтики
- Факультет экономики
- Колледжо Борромео
- Колледжо Гизлиери
- Новый колледжо
- Колледжо святой Екатерины
- EDiSU

Совместно с Туринским и Миланским университетами участвует в деятельности Центра по вопросам федерализма.

## Знаменитые выпускники
Среди выпускников университета есть лауреаты Нобелевской премии.
Лауреат Нобелевской премии по физике
- Карло Руббиа

Лауреат Нобелевской премии по физиологии или медицине
- Камилло Гольджи

Лауреат Нобелевской премии по химии
- Джулио Натта